# Prosper de Kerchove de Denterghem
Pour les autres membres de la famille, voir Famille de Kerchove.
Prosper de Kerchove de Denterghem (13 mars 1813 - 16 juillet 1853) est un homme politique belge.

## Biographie
Prosper de Kerchove de Denterghem est le fils d'Eugène de Kerchove de Denterghem, bourgmestre d'Astene, et de Marie Hopsomere. Il est le neveu de Constant de Kerchove de Denterghem.
Il fut conseiller provincial de Flandre-Orientale de 1844 à 1847, puis élu par l’arrondissement de Termonde député à la Chambre des représentants de 1847 à 1853.
Gendre de Philippe Vilain XIIII, il est le beau-père de Raymond de Meester de Betzenbroeck et de Stanislas Vilain XIIII.

## Sources
- De Paepe et Raindorf-Gerard, Le Parlement belge 1831-1894. Données biographiques, 1996